# 懈怠症
在精神病學裡面，懈怠症（英語：dysaethesia aethiopica）是一個美國內科醫生塞繆爾．A．卡特賴特在1851年，作為對奴隸懶惰的原因而提出的理論，所聲稱的一種精神疾病。在当代，懈怠症被視為非正統科學以及科學種族主義這种巨大思想的一部分。

## 歷史
僅僅在非裔美國人之中存在，懈怠症 — "監視者稱作'壞事'(rascality)" — 以部份皮膚感覺的不敏感和"如此強烈愚蠢(hebetude)的智力缺陷，彷彿這個人半睡半醒一般"(so great a hebetude of the intellectual faculties, as to be like a person half asleep.)作為辨別的特徵。其他症狀包含了"醫療人員可以察覺的肌膚損傷，這些損傷時常出現而足夠作為症狀辨別"(lesions of the body discoverable to the medical observer, which are always present and sufficient to account for the symptoms.)。卡特賴特指出懈怠症的存在是"相當清楚的，根據最直接且正向的證據"，但是其他醫生並沒有注意到這疾病，因為他們的"注意力沒有充分針對黑人種族的疾病"(attention [had] not been sufficiently directed to the maladies of the negro race.")
根據卡特賴特所說，懈怠症是"相較於在農田裡工作的奴隸，更普遍的出現於自行群集居住的自由黑人(free negroes)。並且僅僅會感染在飲食跟活動等等行為上面相近於自由黑人的奴隸。" — 事實上，卡特賴特表示, "幾乎所有的自由黑人，或多或少都患有此病，因為沒有白人在旁邊指導或者照顧他們。"
卡特賴特認為懈怠症是"很容易治癒的，如果基於完整的生理原則加以治療。"肌膚的不敏感是這個疾病的其中一個症狀，因此皮膚應該被刺激：
最好刺激皮膚的方法是，首先，讓病患徹底的以溫水和肥皂洗淨；然後，以油脂塗滿全身，並且以寬皮鞭將油脂鞭打下來；接著讓病患在太陽底下進行某些粗重的工作。
作家Vanessa Jackson注意到懈怠症之一的症狀是表皮的傷口，而且"最足智多謀的卡特賴特醫生決定了鞭打可以…治療此疾病。當然，有些懷疑是，是否鞭打本身是否是造成此疾病的傷口症狀真正的來源"
卡特賴特表示，在規定的“療程”之後，奴隸會“看來對白人的強制權利感謝和感激......已經重新建立起他的感覺，和驅散了籠罩他智力的濃霧。”

### 引用
1. ↑  Bernard J. Gallagher. . Prentice-Hall. 1987: 285. ISBN 0138211175.
2. ↑  Mark Michael Smith. . Chapel Hill, N.C.: University of North Carolina Press. 1997: 155  [2007-10-07]. ISBN 0807846937.
3. ↑  Pilgrim, David. . Jim Crow Museum of Racist Memorabilia. November 2005  [2007-10-04]. （原始内容存档于2011-06-04）.
4. 1 2  Cartwright, Samuel A. . DeBow's Review. 1851, XI  [2007-10-04]. （原始内容存档于2011-05-16）.
5. ↑  Paul Finkelman. . Rowman & Littlefield. 1997: 305. ISBN 0742521192.
6. ↑  Rick Halpern, Enrico Dal Lago. . Blackwell Publishing. 2002: 273. ISBN 0631217355.
7. ↑  Arthur L. Caplan, James J. McCartney, and Dominic A. Sisti. . Washington, D.C.: Georgetown University Press. 2004: 35  [2007-10-04]. ISBN 1589010140.
8. 1 2 3  Caplan et al., p. 37.
9. ↑  Vanessa Jackson. . MindFreedom International: 5. 2002  [2007-10-07]. （原始内容 (PDF)存档于2011-06-04）.